# Hedvig Margareta von der Pahlen
Hedvig Margareta von der Pahlen, född 13 oktober 1672, död 9 juni 1755 i Svanshals församling, Östergötlands län, var en svensk hovfröken.

## Biografi
Hedvig Margareta von der Pahlen föddes 1672. Hon var dotter till kommendanten Bogislaus von der Pahlen på Revals slott och Elsa Kyle. von der Pahlen var hovfröken. Hon avled 1755 på Kyleberg i Svanshals socken.
Hon skänkte en ljuskrona och en altarduk till Svanshals kyrka.

### Egendom
von der Pahlen ägde Kyleberg och Glänås i Svanshals socken.